# آرمان (رودخانه)
آرمان (انگلیسی: Arman) رودی در کشور رومانی است. این رودخانه پس از طی مسافت ۸٫۵ کیلومتر (۵٫۳ مایل) به می‌ریزد.

## مشخصات
طول این رودخانه ۸٫۵ کیلومتر (۵٫۳ مایل) است.

## موقعیت
آرمان در کشور رومانی قرار داشته و از عبور می‌کند.